# Río Garalikol
El río Garalikol o Goralikol (en ruso: Гаралыкол, Горалыкол) es un río del Gran Cáucaso en el distrito de Karacháyevsk de la república de Karacháyevo-Cherkesia del sur de Rusia, en la reserva natural de Teberdá. Al confluir con el Epchik forma el Dhzmagat, afluente del Teberdá, que desemboca en el río Kubán.

## Curso
El río nace en los glaciares de la vertiente norte del Garalikolbashi (3406 m). Su curso de 10 km discurre por un estrecho valle de montaña en dirección norte-noroeste. En su curso bajo, antes de confluir con el Epchik para formar el Dzhagamat, recibe por su orilla derecha al Kishkadzher.